# Jüdischer Friedhof (Müncheberg)

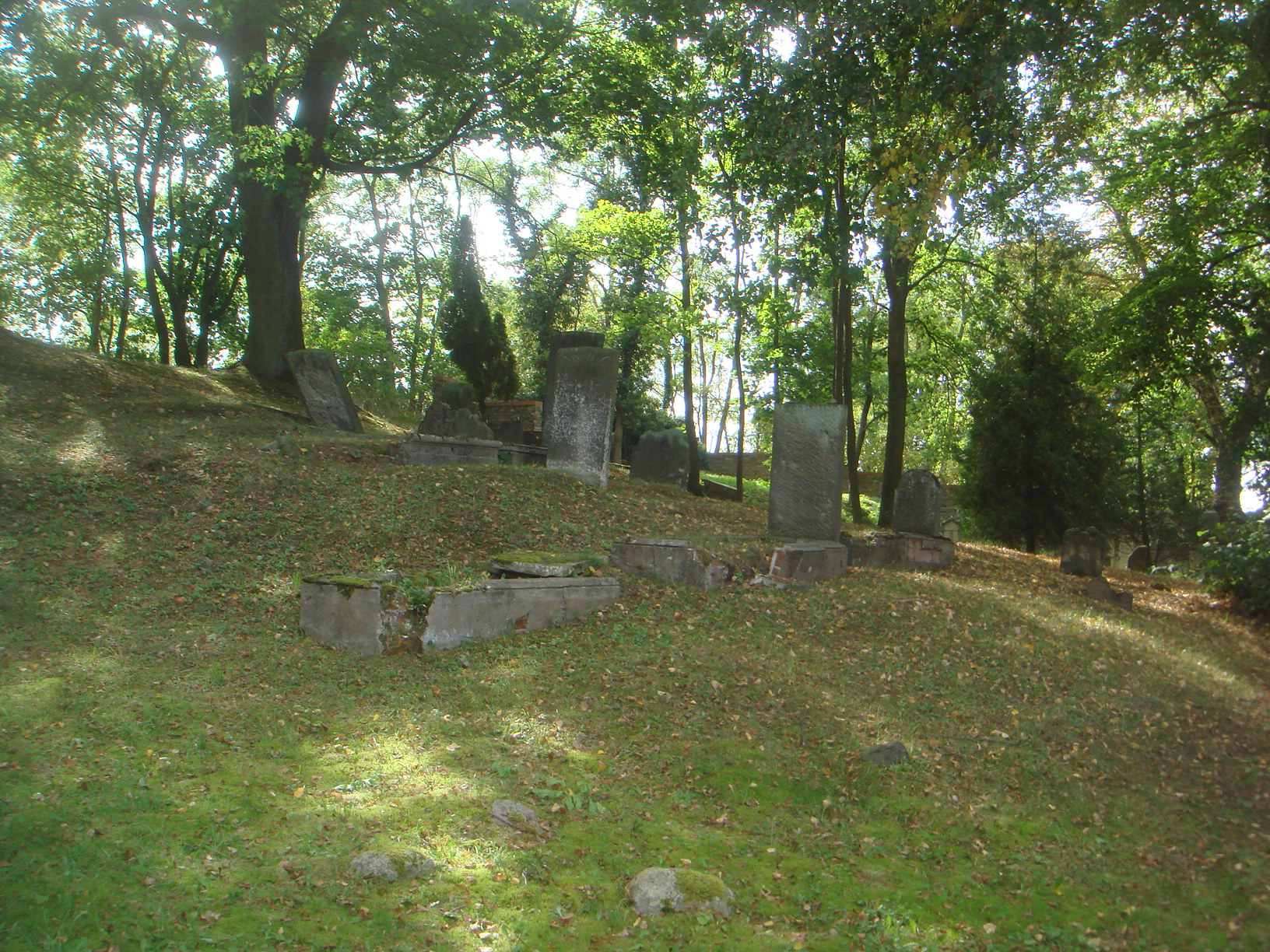
Jüdischer Friedhof Müncheberg (September 2016)

Der Jüdische Friedhof Müncheberg liegt am Eggersdorfer Weg in Müncheberg, einer Stadt im Landkreis Märkisch-Oderland in Brandenburg.
Auf dem etwa 900 Quadratmeter großen jüdischen Friedhof südlich der Stadt (Ortsausgang Richtung Frankfurt/Oder) an einem Hang Ecke Tempelberger Weg/Eggersdorfer Weg sind noch etwa 20 Grabsteine aus den Jahren 1763 bis 1846 vorhanden. Diese stehen etwa in der Mitte des Friedhofes. Die etwa 40 Grabsteine aus den Jahren 1846 bis 1902 liegen in einem Gräberfeld mit fünf Reihen. Der jüngste Stein stammt aus dem Jahr 1932. Der Friedhof ist auf drei Seiten von einer massiven Mauer umgeben.

## Geschichte
Nachdem der Magistrat der Judenschaft ein Grundstück zur Nutzung als Begräbnisplatz gegen entsprechende Bezahlung zur Verfügung gestellt hatte, wurde der Friedhof 1756 angelegt. Im Jahr 1837 wurde er erweitert und auf drei Seiten mit einer massiven Mauer umgeben. 
Der Friedhof wurde mehrfach geschändet: 1992 wurden einzelne Gräber mutwillig beschädigt; im September 1992 wurden zehn Grabsteine mit Naziparolen beschmiert.